# Cherokee Hair Tampons
Cherokee Hair Tampons is aflevering 54 (# 407) van South Park. De aflevering verscheen voor het eerst op 28 juni 2000. Het thema is kwakzalverij en de controverse rond alternatieve geneeskunde, voornamelijk wanneer men zich hiervoor reguliere behandeling ontzegt.

## Verhaal
In de aflevering heeft Kyle een niertransplantatie nodig en Cartman is de enige donor. Cartman vraagt echter $10 miljoen voor zijn nier. De andere jongens gaan naar Cartmans huis met het plan een van zijn nieren te stelen. Cartman werkt hun plan echter tegen. Stan, gedeprimeerd over het onvermijdelijke verlies van zijn vriend, besluit de actie in zijn eigen handen te nemen en de hulp van de ouders in te schakelen.

## Plot
De aflevering begint met een vervangende leraar die binnenkomt om les te geven in de 3e klas. De jongens klooien wat met de leraar: Stan doet alsof hij Cartman is, Kenny doet alsof hij Stan is en Cartman die doet alsof hij Kenny is. Cartman lacht zo hard dat melk uit zijn neus spuit. De running gag gaat verder als melk dat iedere keer als hij lacht uit zijn neus schiet, zelfs als hij niet drinkt. De leraar geeft ze allemaal de opdracht om een kaart te maken voor Kyle, en Butters wordt letterlijk de kaart. Stan bezoekt zijn zieke vriend, die volgens zijn moeder lijdt aan nierfalen als gevolg van diabetes en die een transplantatie nodig heeft. Omdat ze geen donor kunnen vinden en Sheila bezorgd is over de risico's om Kyle te laten opereren, stelt Sharon aan Sheila voor dat ze New Age genezing probeert te laten genezen van Kyle. Ze bezoeken de holistische medicijnwinkel van een nieuw gearriveerde winkelier, Miss Information, die hen vertelt dat mysterieuze "gifstoffen" de oorzaak zijn van Kyle's kwalen en een reeks kruiden voorschrijven om hem te helpen; ze helpen niet, maar ze overtuigt de mensen in South Park ervan dat ze hem genezen, ook al is het niet zichtbaar. De hele stad raakt gecharmeerd van haar remedies en koopt krenten en neusjes als 'Cherokee haar tampons' van twee vermeende Indianen (gespeeld door Cheech Marin en Tommy Chong) die haar winkel delen. Al snel is iedereen zo verslaafd aan 'holistische geneeskunde' dat Miss Information weg kan komen met het verkopen van kleerhangers als 'droomvangers' voor zeer hoge prijzen.
Ondertussen wordt Mr. Garrison ontslagen vanwege zijn incompetentie als leraar en voor beschuldigingen van het vragen om seks aan een minderjarige. Hij besluit zijn droom van het publiceren van een boek te vervullen en begint een roman te schrijven, waarin hij erin slaagt om het woord 'penis' 6,083 keer te gebruiken. De uitgever weigert het aanvankelijk uit te geven omdat het 'gay' is, maar Mr. Garrison overtuigt de uitgever met het argument dat vrouwen dit soort boeken kopen en graag over penissen lezen.
Stan gaat naar een dokter om hulp te vragen, en de dokter zegt dat Kyle zal sterven tenzij hij een niertransplantatie krijgt van de enige andere persoon in de stad met een compatibele bloedgroep, Cartman. Stan probeert iedereen ervan te overtuigen dat de New Age zogenaamde "genezing" niet werkt en dat alleen een niertransplantatie Kyle kan genezen, maar Miss Information beweert dat de dokter alleen geïnteresseerd is in het verdienen van geld aan de procedure, zelfs als zij zelf exorbitante prijzen voor haar holistische genezing producten vraagt. Stan probeert Cartman te overtuigen om zijn nier te doneren, en Cartman stemt ermee in om het te doen in ruil voor $ 10 miljoen. Stan probeert zijn andere vrienden te krijgen om hem te helpen Cartman's nier met geweld te nemen. Alleen Butters en Timmy verschijnen echter. Wanneer Stan teleurstelt, zou Butters zeggen dat Clyde ook zou zijn gekomen als er geen taco's waren geweest voor het avondeten. Een poging om Cartman's huis binnen te sluipen en zijn nier weg te snijden terwijl hij slaapt, is vruchteloos, aangezien hij een "Kidney Blocker 2000" draagt. Teleurgesteld klaagt Stan tegen Kenny over de aanstaande dood van Kyle in de handen van de holistische geneeskunde, maar Kenny, woedend op Stan omdat hij het feit negeert dat Kenny in elke aflevering tot dan toe was gestorven, zegt een van Cartman's trefzinnen, "Screw you guys, i'm going home!" Kenny loopt dan weg, alleen om verpletterd te worden door een vallende piano; Stan merkt het niet. Mevr. Broflovski brengt een zeer zwakke en ernstig zieke Kyle binnen voor een "spirituele genezing" door Miss Information's "Native Americans".
De "Indianen" kijken naar Kyle, schrikken zich zelf een hoedje, en besluiten dat dit hen te ver gaat. Ze verklaren dat Kyle een dokter nodig heeft en dat ze eigenlijk Mexicanen zijn. De twee 'Indianen' leggen de dorpelingen uit dat Miss Information een fraudeur is die iedereen ervan heeft overtuigd dat ze Indianen zijn en dat ze eenvoudigweg hebben nagelaten het verhaal recht te zetten. Boos, vallen de dorpelingen Miss Informatie aan, en Stan verklaart dat hij een plan heeft om Kyle een nier te krijgen.
Cartman wordt de volgende dag wakker en vindt de Kidney Blocker 2000 vernietigd en rode vloeistof op zijn bed. Hij marcheert naar het huis van Stan en vind zijn nier terug, gaat vervolgens naar de dokter en zorgt ervoor dat hij weer wordt ingebracht, maar niet voordat hij een vrijgaveformulier ondertekent. Het was echter allemaal een list van Stan's plan: Cartmans moeder had de Blocker geopend en ketchup op zijn bed gelegd om hem voor de gek te houden. Het formulier die hij ondertekende was fraude in de factum en liet Kyle eigenlijk toe om zijn nier te nemen; de nier die Stan hem had gegeven, was nep. Cartman is boos, Kyle werd beter, en Mr. Garrison, nu een bestsellerauteur, komt hem een gesigneerd exemplaar van zijn boek geven, "In the Valley of Penises". Cartman is nog steeds woedend en, terwijl Kyle en Stan om hem lachen, komt er melk uit Kyle's neus. Cartman drukt opluchting uit dat Kyle zijn "waardeloze nier" heeft gekregen.

## Kenny's dood
Kenny wordt in deze aflevering geplet door een piano.